# Blachia poilanei
Blachia poilanei är en törelväxtart som beskrevs av François Gagnepain. Blachia poilanei ingår i släktet Blachia och familjen törelväxter.
Artens utbredningsområde är Vietnam. Inga underarter finns listade i Catalogue of Life.